# Westborough (Massachusetts)
Westborough es un pueblo ubicado en el condado de Worcester en el estado estadounidense de Massachusetts. En el Censo de 2010 tenía una población de 18.272 habitantes y una densidad poblacional de 329,08 personas por km².

## Geografía
Westborough se encuentra ubicado en las coordenadas 42°16′6″N 71°36′48″O / 42.26833, -71.61333. Según la Oficina del Censo de los Estados Unidos, Westborough tiene una superficie total de 55.52 km², de la cual 53.29 km² corresponden a tierra firme y (4.02%) 2.23 km² es agua.

## Demografía
Según el censo de 2010, había 18.272 personas residiendo en Westborough. La densidad de población era de 329,08 hab./km². De los 18.272 habitantes, Westborough estaba compuesto por el 77.4% blancos, el 1.49% eran afroamericanos, el 0.16% eran amerindios, el 17.45% eran asiáticos, el 0.02% eran isleños del Pacífico, el 1.57% eran de otras razas y el 1.9% pertenecían a dos o más razas. Del total de la población el 3.92% eran hispanos o latinos de cualquier raza.